# Milan Bubalo
Milan Bubalo (Kirin Serbia: Милан Бубало, sinh ngày 8 tháng 5 năm 1990) là một cầu thủ bóng đá người Serbia thi đấu ở vị trí tiền đạo cho Trat.
Sinh ra ở Inđija (SR Serbia, Nam Tư) anh thi đấu với Inđija và Hajduk Kula ở Giải bóng đá vô địch quốc gia Serbia trước khi chuyển đến đội bóng Slovenia Koper vào mùa hè 2012.
Sau khi thi đấu 4 năm ở châu Á cho Gyeongnam, Muangthong United, Pattaya United và BEC Tero Sasana, Bubalo trở lại bóng đá Serbia ký bản hợp đồng 2 năm với Vojvodina.
Anh đại diện Serbia ở cấp độ U-19.